# Magdalena Wrobel
Magdalena Wrobel (Sopot, 13 dicembre 1975) è una supermodella polacca.

## Biografia
Dopo il debutto a Varsavia propiziato da un piazzamento al secondo posto al concorso Supermodel of the World della Ford Models del 1993, rappresentata anche dalla IMG Models di New York, apparve sulle copertine di Cosmopolitan in Francia, Germania, Italia, Messico, Polonia, Russia, Stati Uniti e Spagna; sfilò anche per Yves Saint Laurent, Valentino, Christian Dior, Krizia, Chanel e Salvatore Ferragamo; sfilò per Victoria's Secret nel 1995.

### Agenzie
- Eastern Models[1]
- Traffic Models - Barcellona[1]
- Louisa Models - Monaco di Baviera[1]
- IMG Models - New York[1]